# Clube Esportivo Dom Bosco
Il Clube Esportivo Dom Bosco, noto anche semplicemente come Dom Bosco, è una società calcistica brasiliana con sede nella città di Cuiabá, capitale dello stato del Mato Grosso.

## Storia
Il Clube Esportivo Dom Bosco è stato fondato il 4 gennaio 1925, ed è il club più antico dello stato del Mato Grosso. Il Dom Bosco ha vinto il Campionato Matogrossense per la prima volta nel 1958. Il club ha partecipato al Campeonato Brasileiro Série A nel 1977, nel 1978 e nel 1979. Terminò il campionato all'ultimo posto nel 1977.

## Palmarès

### Competizioni statali
- Campionato Mato-Grossense: 6

1958, 1960, 1963, 1966, 1971, 1991
- Campeonato Mato-Grossense Segunda Divisão: 1

2014
- Copa Governador de Mato Grosso: 1

2015

### Altri piazzamenti
- Campeonato Brasileiro Série C:

Terzo posto: 1981